# عصير البطاطس
عصير البطاطس هو منتج ثانوي لصناعة النشا، والتي تتطابق مع المرحلة السائلة التي تتألف منها المياه النباتات والمواد القابلة للذوبان في الماء: بروتينات قابلة للذوبان، بما في ذلك الأحماض الأمينية والسكريات القابلة للذوبان والمعادن. تمثل هذه المرحلة حوالي 70 إلى 80 ٪ من الوزن الكلي للبطاطا النيئة، والباقي عبارة عن ألياف نشا وغير قابلة للذوبان، يتم استخراجها عن طريق الطرد المركزي. وهو أيضًا العصير، على غرار عصير الخضار، الذي يتم الحصول عليه باستخدام جهاز طرد مركزي منزلي، والذي يحتوي على بعض النشا.

## مواصفات
البطاطا غنية بشكل طبيعي بالأحماض الأمينية الأساسية، وخاصة في الليسين. كما أنه يحتوي على أملاح النشا والمعادن التي لها تأثير إيجابي على حموضة المعدة
تتكون البطاطس من 75٪ ماء، 22٪ كربوهيدرات، 2٪ بروتين ونسبة ضئيلة من الدهون

## استعمال

### إخصاب
يحتوي عصير البطاطا على العديد من العناصر المفيدة للتخصيب الزراعي : النيتروجين والفوسفور والبوتاسيوم والمغنيسيوم. أظهرت الدراسات في الدنمارك قيمة استخدام هذا المنتج كسماد بشرط أن يتم التحكم في فترات التطبيق والكميات

### علف الحيوان
يتم تسويق عصير البطاطا، المركّز على شكل سائل بني، تحت اسم «ذوبان البطاطا» كملحق لتغذية المجترات، وخاصة الماشية . أنها مثيرة للاهتمام بشكل خاص لمحتوى البروتين. تكوينها المتوسط 50٪ مادة جافة، 28٪ منها عبارة عن بروتين خام و 26٪ معدن (نصفها بوتاسيوم)